# Illuminated
Illuminated (englisch für ‚erleuchtet‘ bzw. ‚illuminiert‘) ist ein Lied des britischen Synthiepop-Duos Hurts von ihrem Album Happiness. Es wurde in Großbritannien am 6. Mai 2011 als Doppel-A-Seite mit Better Than Love veröffentlicht.

## Hintergrund
Als Single-Veröffentlichung wurde das Lied ursprünglich nicht vorgesehen. Der britische Pay-TV-Sender Sky 1 benutze das Lied für die Werbung für Unmissable Dramas. Daraufhin stieg der Track durch häufige Downloads des Album-Tracks schließlich in die britischen Singlecharts ein. Hurts entschied daraufhin den Song als Doppel-A-Seite mit Better Than Love als fünfte Single des Albums veröffentlicht. Zudem erschien Illuminated in der Schweiz auch als Einzel-Single auf iTunes.

## Charts und Chartplatzierungen
| ChartsChartplatzierungen     | Höchstplatzierung | Wochen |
| ---------------------------- | ----------------- | ------ |
| Vereinigtes Königreich (OCC) | 57 (1 Wo.)        | 1      |